# 细齿樱桃
细齿樱桃（学名：Cerasus serrula）是蔷薇科樱属的植物，是中国的特有植物。分布于中国大陆的云南、西藏、四川等地，生长于海拔2,600米至3,900米的地区，多生在林缘、山谷林中、山坡及山坡草地，目前尚未由人工引种栽培。

## 别名
云南樱花（经济植物手册）

## 异名
- Prunus serrula Franch.